# Primera División 2014/15 (Uruguay)
Het seizoen 2014/2015 van de Primera División was het 111e seizoen van de hoogste Uruguayaanse voetbalcompetitie. Het seizoen begon op 16 augustus 2014 en eindigde op 14 juni 2015.

## Teams
Er namen zestien ploegen deel aan de Primera División tijdens het seizoen 2014/2015. Dertien ploegen wisten zich vorig seizoen te handhaven en drie ploegen promoveerden vanuit de Segunda División: Tacuarembó FC (kampioen), CA Atenas (nummer twee) en Rampla Juniors FC (winnaar nacompetitie) kwamen in de plaats van de gedegradeerde ploegen Liverpool FC, Cerro Largo FC en CS Miramar Misiones.
Het aangegeven stadion is het stadion waar de ploeg in kwestie de meerderheid van hun thuisduels afwerkte. Meerdere ploegen speelden een of meer thuisduels (voornamelijk die tegen Nacional en Peñarol) in een ander stadion (voornamelijk het Estadio Centenario).
| Club                      | Stad        | Stadion                                            | Capaciteit |
| ------------------------- | ----------- | -------------------------------------------------- | ---------- |
| CA Atenas                 | San Carlos  | Estadio Domingo Burgueño Miguel                    | 23.000     |
| CA Cerro                  | Montevideo  | Estadio Luis Tróccoli                              | 25.000     |
| Danubio FC (T)            | Montevideo  | Estadio Jardines del Hipódromo                     | 18.000     |
| Defensor Sporting Club    | Montevideo  | Estadio Luis Franzini                              | 16.000     |
| CCyD El Tanque Sisley     | Montevideo  | Estadio Campeones Olímpicos (Florida)              | 7.000      |
| CA Fénix                  | Montevideo  | Estadio Parque Capurro                             | 5.500      |
| CA Juventud               | Las Piedras | Estadio Parque Artigas                             | 15.000     |
| Montevideo Wanderers FC   | Montevideo  | Estadio Parque Alfredo Víctor Viera                | 10.000     |
| Club Nacional de Football | Montevideo  | Estadio Gran Parque Central                        | 26.500     |
| CA Peñarol                | Montevideo  | Estadio Centenario                                 | 60.235     |
| Racing Club de Montevideo | Montevideo  | Estadio Parque Osvaldo Roberto                     | 8.500      |
| Rampla Juniors FC         | Montevideo  | Estadio Olímpico de Montevideo                     | 6.000      |
| CA Rentistas              | Montevideo  | Estadio Complejo Rentistas                         | 10.600     |
| CA River Plate            | Montevideo  | Estadio Parque Federico Omar Saroldi               | 5.165      |
| IA Sud América            | Montevideo  | Estadio Casto Martínez Laguarda (San José de Mayo) | 3.810      |
| Tacuarembó FC             | Tacuarembó  | Estadio Ingeniero Raúl Goyenola                    | 8.000      |

## Apertura
Het Torneo Apertura werd gespeeld van 16 augustus tot en met 7 december 2014. Alle ploegen speelden eenmaal tegen elkaar. De ploeg met de meeste punten werd winnaar van de Apertura en plaatste zich voor de halve finale van het Campeonato. Indien er twee ploegen gelijk eindigden met de meeste punten, dan zouden ze een beslissingswedstrijd spelen. In het geval dat er drie of meer ploegen gelijk eindigden met de meeste punten, dan zouden de twee ploegen met het beste doelsaldo een beslissingswedstrijd spelen.
Nacional was na de dertiende speelronde zeker van de winst in de Apertura. Uiteindelijk eindigden ze met tien punten voorsprong op de nummer twee.

### Eindstand Apertura
|     | Club                      | Sp. | W  | G | V  | Pnt. | DV | DT | DS  |
| --- | ------------------------- | --- | -- | - | -- | ---- | -- | -- | --- |
| 1.  | Club Nacional de Football | 15  | 14 | 0 | 1  | 42   | 34 | 7  | +27 |
| 2.  | Racing Club de Montevideo | 15  | 10 | 2 | 3  | 32   | 32 | 26 | +6  |
| 3.  | CA Peñarol                | 15  | 7  | 4 | 4  | 25   | 28 | 16 | +12 |
| 4.  | CA River Plate            | 15  | 8  | 1 | 6  | 25   | 26 | 18 | +8  |
| 5.  | CCyD El Tanque Sisley     | 15  | 6  | 5 | 4  | 23   | 18 | 18 | 0   |
| 6.  | Defensor Sporting Club    | 15  | 6  | 3 | 6  | 21   | 28 | 22 | +6  |
| 7.  | IA Sud América            | 15  | 5  | 5 | 5  | 20   | 17 | 17 | 0   |
| 8.  | CA Juventud               | 15  | 6  | 2 | 7  | 20   | 21 | 22 | –1  |
| 9.  | CA Atenas                 | 15  | 6  | 2 | 7  | 20   | 18 | 20 | –2  |
| 10. | Danubio FC                | 15  | 5  | 5 | 5  | 20   | 18 | 21 | –3  |
| 11. | CA Rentistas              | 15  | 6  | 2 | 7  | 20   | 18 | 24 | –6  |
| 12. | Montevideo Wanderers FC   | 15  | 6  | 1 | 8  | 19   | 21 | 21 | 0   |
| 13. | CA Fénix                  | 15  | 5  | 2 | 8  | 17   | 20 | 26 | –6  |
| 14. | Rampla Juniors FC         | 15  | 5  | 2 | 8  | 17   | 18 | 27 | –9  |
| 15. | CA Cerro                  | 15  | 3  | 2 | 10 | 11   | 10 | 31 | –21 |
| 16. | Tacuarembó FC             | 15  | 1  | 4 | 10 | 7    | 17 | 28 | –11 |

### Legenda
| Kleur | Kwalificatie voor       |
| ----- | ----------------------- |
|       | Halve finale Campeonato |

#### Topscorers
| №  | Speler           | Club                      | Goals |
| -- | ---------------- | ------------------------- | ----- |
| 1. | Iván Alonso      | Club Nacional de Football | 15    |
| 2. | Michael Santos   | CA River Plate            | 11    |
| 3. | Santiago Barboza | CA Atenas                 | 10    |

## Clausura
Het Torneo Clausura werd gespeeld van 14 februari tot en met 7 juni 2015. Alle ploegen speelden eenmaal tegen elkaar, volgens het inverse schema van de Apertura (voor alle duels werden de thuis- en uitploeg dus omgedraaid). De ploeg met de meeste punten werd winnaar van de Clausura en plaatste zich voor de halve finale van het Campeonato. Indien er twee ploegen gelijk eindigden met de meeste punten, dan zouden ze een beslissingswedstrijd spelen. In het geval dat er drie of meer ploegen gelijk eindigden met de meeste punten, dan zouden de twee ploegen met het beste doelsaldo een beslissingswedstrijd spelen.
De winst in de Clausura ging naar Peñarol. Voor de laatste speeldag hadden ze één punt meer dan River Plate, maar omdat laatstgenoemde verloor bij Danubio, behield Peñarol - ondanks een gelijkspel bij hekkensluiter Racing - de eerste plaats.
Op 9 juli oordeelde de wedstrijdcommissie van de Uruguayaanse voetbalbond dat CCyD El Tanque Sisley een onrechtmatige speler had opgesteld in hun met 1-0 gewonnen wedstrijd tegen Danubio FC op 31 mei. Als gevolg daarvan kreeg Danubio drie punten meer, en moest El Tanque Sisley drie punten inleveren.

### Eindstand Clausura
|     | Club                      | Sp. | W | G | V  | Pnt. | DV | DT | DS  |
| --- | ------------------------- | --- | - | - | -- | ---- | -- | -- | --- |
| 1.  | CA Peñarol                | 15  | 9 | 4 | 2  | 31   | 28 | 13 | +15 |
| 2.  | CA River Plate            | 15  | 9 | 2 | 4  | 29   | 30 | 17 | +13 |
| 3.  | Danubio FC                | 15  | 8 | 2 | 5  | 29   | 17 | 12 | +5  |
| 4.  | Defensor Sporting Club    | 15  | 7 | 6 | 2  | 27   | 20 | 16 | +4  |
| 5.  | CA Juventud               | 15  | 7 | 4 | 4  | 25   | 25 | 17 | +8  |
| 6.  | Tacuarembó FC             | 15  | 7 | 3 | 5  | 24   | 23 | 22 | +1  |
| 7.  | CA Cerro                  | 15  | 7 | 3 | 5  | 23   | 21 | 23 | –2  |
| 8.  | IA Sud América            | 15  | 5 | 7 | 3  | 22   | 19 | 19 | 0   |
| 9.  | Club Nacional de Football | 15  | 6 | 3 | 6  | 21   | 24 | 21 | +3  |
| 10. | CA Fénix                  | 15  | 6 | 2 | 7  | 20   | 18 | 16 | +2  |
| 11. | Montevideo Wanderers FC   | 15  | 4 | 3 | 8  | 15   | 19 | 18 | +1  |
| 12. | CA Atenas                 | 15  | 4 | 2 | 9  | 14   | 24 | 34 | –10 |
| 13. | Rampla Juniors FC         | 15  | 4 | 2 | 9  | 14   | 18 | 28 | –10 |
| 13. | CA Rentistas              | 15  | 4 | 2 | 9  | 14   | 16 | 27 | –11 |
| 14. | CCyD El Tanque Sisley     | 15  | 4 | 4 | 7  | 13   | 17 | 25 | –8  |
| 16. | Racing Club de Montevideo | 15  | 4 | 1 | 10 | 13   | 17 | 28 | –11 |

### Legenda
| Kleur | Kwalificatie voor       |
| ----- | ----------------------- |
|       | Halve finale Campeonato |

#### Topscorers
| №  | Speler            | Club           | Goals |
| -- | ----------------- | -------------- | ----- |
| 1. | Cristian Palacios | CA Juventud    | 13    |
| 2. | Michael Santos    | CA River Plate | 10    |
| 3. | Zes spelers       |                | 7     |

## Totaalstand
De ploeg met de meeste punten in de totaalstand - de optelling van de Apertura en Clausura - plaatste zich voor de finale van het Campeonato. Indien er twee ploegen gelijk eindigden met de meeste punten, dan zouden ze een beslissingswedstrijd spelen. In het geval dat er drie of meer ploegen gelijk eindigden met de meeste punten, dan zouden de twee ploegen met het beste doelsaldo een beslissingswedstrijd spelen.
Vier wedstrijden voor het einde was Nacional, de winnaar van de Apertura, zeker van de eerste plek in de totaalstand. Ze hielden uiteindelijk zeven punten over op Peñarol en negen op River Plate.

### Totaalstand
|     | Club                      | Sp. | W  | G  | V  | Pnt. | DV | DT | DS  |
| --- | ------------------------- | --- | -- | -- | -- | ---- | -- | -- | --- |
| 1.  | Club Nacional de Football | 30  | 20 | 3  | 7  | 63   | 58 | 28 | +30 |
| 2.  | CA Peñarol                | 30  | 16 | 8  | 6  | 56   | 56 | 29 | +27 |
| 3.  | CA River Plate            | 30  | 17 | 3  | 10 | 54   | 56 | 35 | +21 |
| 4.  | Danubio FC                | 30  | 13 | 7  | 10 | 49   | 34 | 32 | +2  |
| 5.  | Defensor Sporting Club    | 30  | 13 | 9  | 8  | 48   | 48 | 38 | +10 |
| 6.  | CA Juventud               | 30  | 13 | 6  | 11 | 45   | 46 | 39 | +7  |
| 7.  | Racing Club de Montevideo | 30  | 14 | 3  | 13 | 45   | 49 | 54 | –5  |
| 8.  | IA Sud América            | 30  | 10 | 12 | 8  | 42   | 36 | 36 | 0   |
| 9.  | CA Fénix                  | 30  | 11 | 4  | 15 | 37   | 38 | 42 | –4  |
| 10. | CCyD El Tanque Sisley     | 30  | 10 | 9  | 11 | 36   | 35 | 43 | –8  |
| 11. | Montevideo Wanderers FC   | 30  | 10 | 4  | 16 | 34   | 40 | 39 | +1  |
| 12. | CA Atenas                 | 30  | 10 | 4  | 16 | 34   | 45 | 57 | –12 |
| 13. | CA Rentistas              | 30  | 10 | 4  | 16 | 34   | 34 | 51 | –17 |
| 14. | CA Cerro                  | 30  | 10 | 5  | 15 | 34   | 29 | 52 | –23 |
| 15. | Tacuarembó FC             | 30  | 8  | 7  | 15 | 31   | 40 | 50 | –10 |
| 16. | Rampla Juniors FC         | 30  | 9  | 4  | 17 | 31   | 36 | 55 | –19 |

### Legenda
| Kleur | Kwalificatie voor |
| ----- | ----------------- |
|       | Finale Campeonato |

#### Topscorers
| №  | Speler          | Club                      | Goals |
| -- | --------------- | ------------------------- | ----- |
| 1. | Iván Alonso     | Club Nacional de Football | 22    |
| 2. | Michael Santos  | CA River Plate            | 21    |
| 3. | Yoel Burgueño   | CCyD El Tanque Sisley     | 16    |
| 4. | Lucas Cavallini | CA Fénix                  | 14    |
| 4. | Aldo Díaz       | Tacuarembó FC             | 14    |

## Campeonato Uruguayo
Het Campeonato Uruguayo bepaalde de winnaar van de Primera División (of de Copa Uruguaya) 2014/2015. De winnaars van de Apertura (Nacional) en de Clausura (Peñarol) zouden in de halve finale één wedstrijd spelen en de winnaar daarvan zou zich kwalificeren voor de finale, waarin ze een thuis- en uitduel zouden spelen tegen de nummer een van de totaalstand (Nacional). De finalisten zouden worden aangemerkt als kampioen en vice-kampioen, de overige posities in de eindstand zouden worden bepaald op basis van de totaalstand.
Omdat Nacional zich tweemaal had gekwalificeerd, als winnaar van de Apertura en als nummer een van de totaalstand, betekende dit dat zij aan een zege in de halve finale genoeg hadden om kampioen te worden. Zou Peñarol de halve finale winnen, dan zouden zij het in de finale nogmaals opnemen tegen Nacional.

### Wedstrijdschema
|  | Halve finale    | Halve finale |  |  | Finale   | Finale | Finale | Finale |
|  |                 |              |  |  |          |        |        |        |
|  |                 |              |  |  |          |        |        |        |
|  | Nacional (n.v.) | 3            |  |  |          |        |        |        |
|  | Peñarol         | 2            |  |  |          |        |        |        |
|  |                 |              |  |  |          |        |        |        |
|  |                 |              |  |  | Nacional | –      | –      | N.v.t. |
|  |                 |              |  |  | Nacional | –      | –      |        |
|  |                 |              |  |  |          |        |        |        |

### Halve finale
|                                |                                      |                     |                   |                                                                 |
| 14 juni 2015 15:30 uur (UTC−3) | Club Nacional de Football            | 3 – 2 n.v.          | CA Peñarol        | Estadio Centenario, Montevideo Scheidsrechter: Javier Bentancor |
| 14 juni 2015 15:30 uur (UTC−3) | Fernández 19' Alonso 32' Romero 111' | Verslag (Soccerway) | 70', 90+2' Aguiar | Estadio Centenario, Montevideo Scheidsrechter: Javier Bentancor |

 Club Nacional de Football wint met 3-2 en is kampioen van Uruguay.

## Ranglijst
De winnaar van de finale werd kampioen van Uruguay, de verliezend finalist werd vice-kampioen. De overige plaatsen werden bepaald op basis van de totaalstand. Indien er geen finale noodzakelijk was, zou ook de tweede plek worden bepaald op basis van de totaalstand.
Dit seizoen gold in Uruguay als kwalificatie voor de Copa Libertadores van 2016 en de Copa Sudamericana van 2015. In de Copa Libertadores had Uruguay recht op drie deelnemers. Deze plekken werden ingevuld door de kampioen, de nummer twee (groepsfase) en de nummer drie (voorronde). Voor de Copa Sudamericana had Uruguay vier plekken. Deze waren weggelegd voor de kampioen en de nummers vier tot en met zes (allen eerste ronde).

### Eindstand
|     | Club                      | Sp. | W  | G  | V  | Pnt. | DV | DT | DS  |
| --- | ------------------------- | --- | -- | -- | -- | ---- | -- | -- | --- |
| 01. | Club Nacional de Football | 30  | 20 | 3  | 7  | 63   | 58 | 28 | +30 |
| 2.  | CA Peñarol                | 30  | 16 | 8  | 6  | 56   | 56 | 29 | +27 |
| 3.  | CA River Plate            | 30  | 17 | 3  | 10 | 54   | 56 | 35 | +21 |
| 4.  | Danubio FC                | 30  | 13 | 7  | 10 | 49   | 34 | 32 | +2  |
| 5.  | Defensor Sporting Club    | 30  | 13 | 9  | 8  | 48   | 48 | 38 | +10 |
| 6.  | CA Juventud               | 30  | 13 | 6  | 11 | 45   | 46 | 39 | +7  |
| 7.  | Racing Club de Montevideo | 30  | 14 | 3  | 13 | 45   | 49 | 54 | –5  |
| 8.  | IA Sud América            | 30  | 10 | 12 | 8  | 42   | 36 | 36 | 0   |
| 9.  | CA Fénix                  | 30  | 11 | 4  | 15 | 37   | 38 | 42 | –4  |
| 10. | CCyD El Tanque Sisley     | 30  | 10 | 9  | 11 | 36   | 35 | 43 | –8  |
| 11. | Montevideo Wanderers FC   | 30  | 10 | 4  | 16 | 34   | 40 | 39 | +1  |
| 12. | CA Atenas                 | 30  | 10 | 4  | 16 | 34   | 45 | 57 | –12 |
| 13. | CA Rentistas              | 30  | 10 | 4  | 16 | 34   | 34 | 51 | –17 |
| 14. | CA Cerro                  | 30  | 10 | 5  | 15 | 34   | 29 | 52 | –23 |
| 15. | Tacuarembó FC             | 30  | 8  | 7  | 15 | 31   | 40 | 50 | –10 |
| 16. | Rampla Juniors FC         | 30  | 9  | 4  | 17 | 31   | 36 | 55 | –19 |

### Legenda
| Kleur | Kwalificatie voor                                                           |
| ----- | --------------------------------------------------------------------------- |
|       | Copa Libertadores 2016, tweede ronde + Copa Sudamericana 2015, eerste ronde |
|       | Copa Libertadores 2016, tweede ronde                                        |
|       | Copa Libertadores 2016, voorronde                                           |
|       | Copa Sudamericana 2015, eerste ronde                                        |

### Degradatie
Drie ploegen degradeerden naar de Segunda División; dit waren de ploegen die over de laatste twee jaar het minste punten hadden verzameld in de competitie (zestig wedstrijden). Aangezien de promovendi (Tacuarembó FC, CA Atenas en Rampla Juniors FC) vorig seizoen nog niet in de Primera División speelden, telden hun behaalde punten in 2014/2015 dubbel.
|     | Club                      | Sp. | 13/14 | 14/15 | Tot. |
| --- | ------------------------- | --- | ----- | ----- | ---- |
| 1.  | Club Nacional de Football | 60  | 57    | 63    | 120  |
| 2.  | CA River Plate            | 60  | 57    | 54    | 111  |
| 3.  | CA Peñarol                | 60  | 52    | 56    | 108  |
| 4.  | Danubio FC                | 60  | 57    | 49    | 106  |
| 5.  | Montevideo Wanderers FC   | 60  | 61    | 34    | 95   |
| 6.  | Defensor Sporting Club    | 60  | 36    | 48    | 84   |
| 7.  | Racing Club de Montevideo | 60  | 39    | 45    | 84   |
| 8.  | CA Rentistas              | 60  | 45    | 34    | 79   |
| 9.  | CA Juventud               | 60  | 32    | 45    | 77   |
| 10. | IA Sud América            | 60  | 35    | 42    | 77   |
| 11. | CA Fénix                  | 60  | 39    | 37    | 76   |
| 12. | CA Cerro                  | 60  | 37    | 34    | 71   |
| 13. | CCyD El Tanque Sisley     | 60  | 33    | 36    | 69   |
| 14. | CA Atenas                 | 30  | –     | 34    | 68   |
| 15. | Tacuarembó FC             | 30  | –     | 31    | 62   |
| 16. | Rampla Juniors FC         | 30  | –     | 31    | 62   |

### Legenda
| Kleur | Degradatie naar          |
| ----- | ------------------------ |
|       | Segunda División 2015/16 |